# Municipios de Argentina con carta orgánica

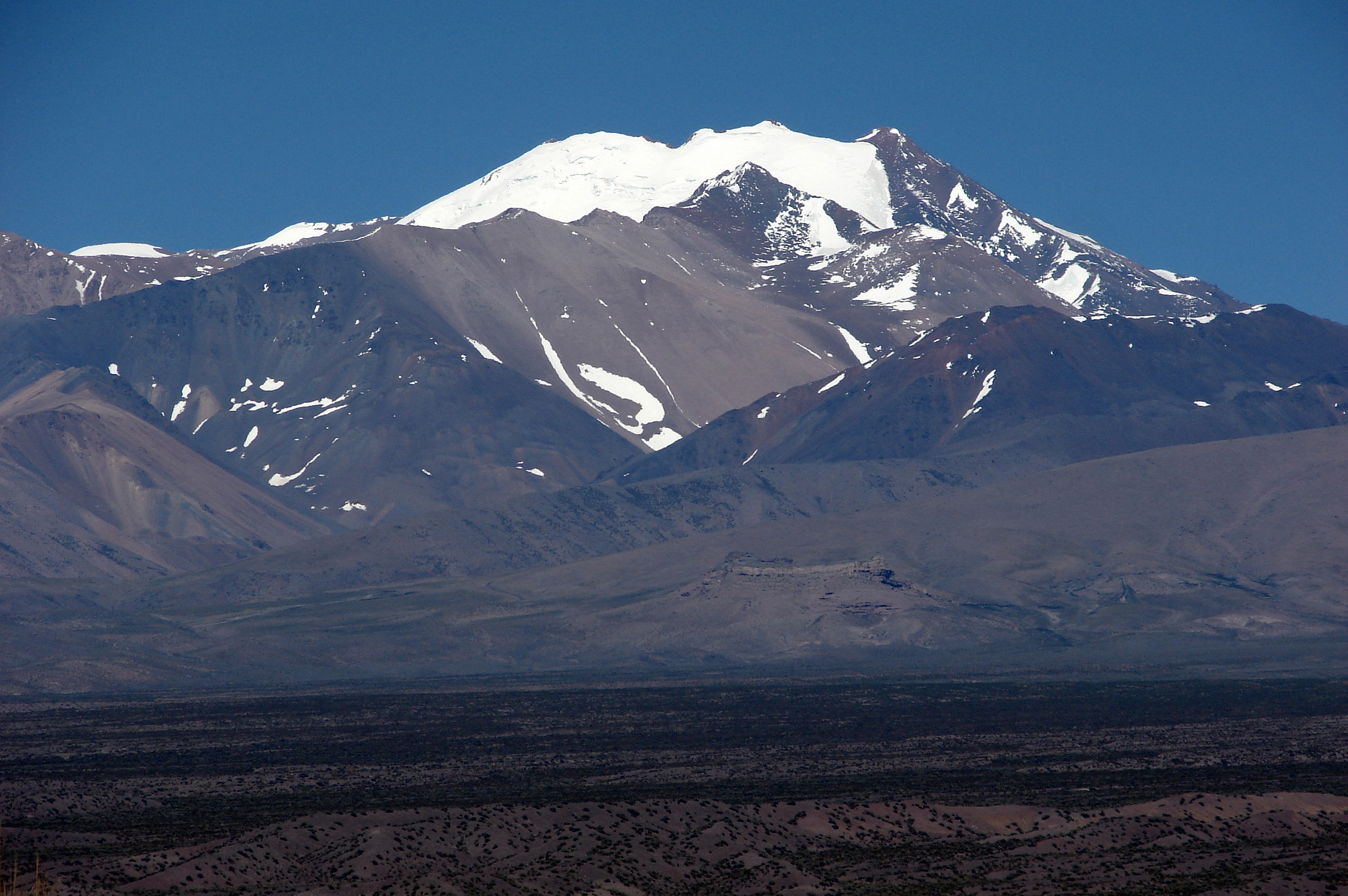
Barreal, provincia de San Juan, uno de los municipios con carta orgánica.

La reforma de la Constitución de la Nación Argentina sancionada el 22 de agosto de 1994 confirmó y precisó el carácter autónomo de los municipios de Argentina. Antes y después de esa reforma, las constituciones provinciales han ido reconociendo la autonomía municipal (en mayo de 2021 todavía restan tres), incluyendo en casi todas el derecho a establecer sus propias formas de gobierno por medio de la redacción de cartas orgánicas municipales de acuerdo a los alcances determinados por cada provincia (autonomía institucional).

## Antecedentes
El régimen municipal estuvo contemplado en la Constitución Nacional hoy vigente desde su primera promulgación el 1 de mayo de 1853, expresando en su artículo 5 que cada provincia debía dictar una constitución que asegurara su régimen municipal.
En 1921 la provincia de Santa Fe reformó su constitución permitiendo que los municipios de 1.ª categoría (los de más de 25 000 habitantes: Rosario y Santa Fe) sancionaran cartas orgánicas aprobadas por la Legislatura, pero la reforma constitucional no pudo ponerse en vigencia hasta 1932. Ese año ambas ciudades sancionaron sus cartas orgánicas, pero en septiembre de 1935 el Gobierno nacional intervino la provincia y derogó la reforma constitucional de 1921, quedando sin efecto la autonomía municipal en la provincia de Santa Fe.
En 1957 las nuevas provincias de Chubut y de Neuquén y en 1958 la de Misiones reconocieron expresamente en sus constituciones la autonomía de sus municipios, e incluso su facultad constituyente para darse sus propias cartas orgánicas. En 1961 la ciudad de Santiago del Estero sancionó una carta orgánica, fallando ese año una convención municipal en La Banda.
Desde la recuperación democrática de 1983 la siguieron otras provincias: Jujuy, San Juan, La Rioja, Salta y Santiago del Estero en 1986; Córdoba y San Luis en 1987; Río Negro y Catamarca en 1988, Tierra del Fuego y Tucumán en 1990. Sin embargo, hasta 1989 fue materia de interpretación y discusión entre los constitucionalistas argentinos si la Constitución Nacional establecía que los municipios eran autárquicos, eran autónomos o esta materia podía ser establecida por cada provincia. De esta forma el alcance de la interpretación por las diversas provincias iba desde meras delegaciones administrativas descentralizadas de los Gobiernos provinciales a gobiernos locales autónomos regidos por sus propias instituciones.
La autarquía de un municipio significa que tiene capacidad para administrarse a sí mismo, de acuerdo a una norma que le es impuesta por la constitución y las leyes provinciales. La autonomía es no solamente la capacidad de administrarse por sí mismo, sino también la de dictarse sus propias normas por las que ha de regirse con independencia de otro poder, como también la de gobernarse por autoridades elegidas.
La Corte Suprema de Justicia de la Nación Argentina sostuvo en sus fallos desde 1902 (caso Castro, María F.B. c/Provincia de Buenos Aries), que los municipios eran entes autárquicos, simples delegaciones de los poderes provinciales, lo cual confirmó expresamente en el caso Ferrocarril del Sud c/Municipalidad de La Plata en 1911, cuando definió que «las municipalidades no son más que delegaciones de los poderes provinciales, circunscriptas a fines y límites administrativos que la Constitución ha previsto como entidades del régimen provincial y sujetas a su propia legislación». Esta opinión del tribunal supremo cambió el 21 de marzo de 1989 cuando falló en el caso Rivademar, Ángela c/Municipalidad de Rosario en el que adoptó la opinión de la procuradora fiscal de que los municipios eran constitucionalmente autónomos. En los fundamentos de la sentencia se expresó que a pesar de lo que digan las constituciones provinciales «debe reconocerse que mal se avienen con el concepto de autarquía diversos caracteres de los municipios». Esos caracteres son los siguientes:
1. su origen constitucional frente al meramente legal de las entidades autárquicas;
2. la existencia de una base sociológica constituida por la población de la comuna, ausente en tales entidades;
3. la imposibilidad de su supresión o desaparición, dado que la Constitución asegura su existencia, lo que tampoco ocurre con los entes autárquicos;
4. el carácter de legislación local de las ordenanzas municipales frente al de resoluciones administrativas de las emanadas de las autoridades de las entidades autárquicas;
5. el carácter de personas jurídicas de derecho público y de carácter necesario de los municipios (art. 33, Cód. Civil, y especialmente la distinción hecha en el texto originario de Vélez Sarsfield), frente al carácter posible o contingente de los entes autárquicos;
6. el alcance de sus resoluciones, que comprende a todos los habitantes de su circunscripción territorial, y no sólo a las personas vinculadas, como en las entidades autárquicas;
7. la posibilidad de creación de entidades autárquicas en los municipios, ya que no parece posible que una entidad autárquica cree a otra entidad autárquica dependiente de ella;
8. la elección popular de sus autoridades, inconcebible en las entidades autárquicas.

Sin embargo, la misma corte falló el 4 de junio de 1991 en el caso Municipalidad de la Ciudad de Rosario c/Provincia de Santa Fe expresando que la Constitución Nacional no determina el grado de independencia que corresponde a cada municipio, por lo que «queda a cargo del legislador provincial optar por un régimen autárquico o autónomo», relativizando de esa forma su fallo de 1989.

## Confirmación constitucional de la autonomía municipal
El fallo "Rivademar" de la Corte Suprema de Justicia de la Nación de 1989 y los reconocimientos de las constituciones de algunas provincias fueron recogidos en la reforma de la Constitución Nacional de 1994 que confirmó y precisó la autonomía de los municipios argentinos.

Art. 123. Cada provincia dicta su propia Constitución, conforme a lo dispuesto por el Art. 5 asegurando la autonomía municipal y reglando su alcance y contenido en el orden institucional, político, administrativo, económico y financiero.

Sin embargo, de reconocerlos autónomos, la reforma constitucional agregó además que el contenido y el alcance de la autonomía de los municipios están sujetos a las disposiciones constitucionales de cada provincia, por lo que la autonomía municipal es de segundo grado respecto de la autonomía provincial y cada provincia ha hecho su interpretación respecto de esas potestades.
Los aspectos de la autonomía municipal enumerados en la Constitución Nacional significan:
- Institucional: se refiere la posibilidad de sancionar su propia carta orgánica obteniendo "plena autonomía". Si no puede hacerlo es una "autonomía semiplena", que es el caso de la provincia de La Pampa. El alcance de la autonomía de las convenciones constituyentes municipales varía en cada provincia y se dan casos en donde las cartas orgánicas deben ser aprobadas por las legislaturas provinciales: Chubut requiere que la primera carta orgánica de un municipio sea aprobada por la legislatura provincial, mientras que Neuquén y Salta también todas sus reformas.
- Político: se refiere a la capacidad de elección de sus propias autoridades locales.
- Administrativo: se refiere a la capacidad de gestionar servicios públicos, obras públicas, poder de policía, etc. sin la interferencia de otro orden de gobierno.
- Económico: se refiere a la capacidad de gerenciar el gasto público municipal.
- Financiero: se refiere a la posibilidad de establecer impuestos.

No todas las provincias han reformado sus constituciones para adecuarlas a lo establecido en la materia por la reforma constitucional de 1994. Para mayo de 2021 un total de veinte provincias han reconocido en sus constituciones la autonomía municipal, restando Mendoza y Santa Fe que no han reformado sus constituciones después de 1994 y la de Buenos Aires que sí lo ha hecho pero no se adecuó al mandato de la Constitución Nacional. La provincia de La Pampa los reconoce autónomos, pero no faculta a sus municipios a sancionar cartas orgánicas.
En un fallo posterior, "Bazán" del 4 de abril de 2019, la Corte Suprema de Justicia expresó que los municipios son sujetos políticos de existencia constitucional necesaria o inexorable del sistema federal argentino, junto al Estado nacional, las provincias y a la ciudad autónoma de Buenos Aires.

## Lista de requisitos y municipios con carta orgánica por provincia
La mayoría de las provincias optó por establecer requisitos poblacionales para permitir la sanción de cartas orgánicas. Los municipios que no sancionaron o no están habilitados para sancionar su carta orgánica se reglan de acuerdo a las respectivas leyes orgánicas municipales de cada provincia.
Para septiembre de 2020 existe un total de 1298 municipios en Argentina, de los cuales 186 han sancionado y tienen vigente su carta orgánica. Se listan a continuación poniendo entre paréntesis el año de sanción de la primera carta orgánica. Se mencionan aparte los municipios que ya no tienen vigente su carta orgánica (20), está judicialmente suspendida (3), fue rechazada (1), su redacción falló (5) o está en redacción (1). En total 159 municipios están en condiciones de redactar su carta orgánica.

### Provincia de Buenos Aires
No habilita a sus municipios a la redacción de cartas orgánicas.

### Provincia de Catamarca
Requiere un mínimo de 10 000 habitantes para sancionar una carta orgánica.
- Municipios con carta orgánica: (8)

Andalgalá (1995), Belén (2005), Fray Mamerto Esquiú (2004), Recreo (1995), San Fernando del Valle de Catamarca (1993), Santa María (1995), Tinogasta (2005), Valle Viejo (1995).

### Provincia del Chaco
Requiere un mínimo de 20 000 habitantes para sancionar una carta orgánica (municipio de primera categoría).
- Municipios con carta orgánica: (2)

General José de San Martín (2012), Resistencia (2000).
Otros 9 municipios están en condiciones de redactar una carta orgánica.

### Provincia del Chubut
Requiere un mínimo de 1000 electores para sancionar una carta orgánica.
- Municipios con carta orgánica: (6)

Comodoro Rivadavia (1999), Lago Puelo (2019), Puerto Madryn (2010), Rawson (2005), Trelew (2002), Sarmiento (2019).
Otros 17 municipios están en condiciones de redactar una carta orgánica.
La carta orgánica de Esquel fue rechazada por la Legislatura provincial el 17 de septiembre de 2008 y el municipio está en condiciones de redactar otra. Por ley provincial la convención constituyente de Gaiman suspendió su trabajo en 2020 hasta el final de las medidas de aislamiento social, preventivo y obligatorio.

### Provincia de Córdoba
Requiere un mínimo de 10 000 habitantes (categoría de ciudad) para sancionar una carta orgánica.
- Municipios con carta orgánica: (24)

Almafuerte (1996), Alta Gracia (1999), Arroyito (1998), Bell Ville (1994), Colonia Caroya (2008), Córdoba (1995), Coronel Moldes (1995), Corral de Bustos-Ifflinger (1995), General Cabrera (1995), Hernando (1995), Laboulaye (1996), La Falda (1995), Las Varillas (1995), Marcos Juárez (2004), Morteros (1995), Oliva (2019), Río Ceballos (1995), Río Cuarto (1996), Río Tercero (2007), Villa Allende (1995), Villa Carlos Paz (2007), Villa Dolores (1996), Villa María (1996), Villa Nueva (1995).
Cruz del Eje y Deán Funes sancionaron sus cartas orgánicas en 2018, pero meses después fueron suspendidas por el Tribunal Superior de Justicia provincial.
Otros 22 municipios están en condiciones de redactar una carta orgánica.

### Provincia de Corrientes
Todos los municipios deben sancionar una carta orgánica.
- Municipios con carta orgánica: (44)

Alvear (1996), Bella Vista (2010), Berón de Astrada (2011), Bonpland (2012), Caá Catí (2010), Chavarría (2015), Colonia Liebig (2013), Concepción del Yaguareté Corá (2012), Corrientes (1994), Cruz de los Milagros (2012), Curuzú Cuatiá (1994), Empedrado (2010), Esquina (1994), Felipe Yofre (2012), Garruchos (2012), Gobernador Ingeniero Valentín Virasoro (1994), Goya (2009), Itá Ibaté (2012), Itatí (2010), Ituzaingó (2006), La Cruz (2007), Lavalle (2012), Lomas de Vallejos (2008), Mburucuyá (2012), Mercedes (2008), Mocoretá (2012), Monte Caseros (1994), Nueve de Julio (2012), Paso de la Patria (2009), Paso de los Libres (1993), Perugorría (2012), Saladas (2006), San Cosme (2009), San Luis del Palmar (2008), San Roque (2015), Santa Ana de los Guácaras (2012), Santa Lucía (2008), Santa Rosa (2012), Santo Tomé (1994), Sauce (2008), Tabay (2010), Villa Olivari (2008), Yapeyú (2012), Yatay Tí Calle (2012).
Otros treinta municipios están en condiciones de redactar una carta orgánica.
La carta orgánica de San Antonio Isla Apipé Grande fue sancionada el 8 de marzo de 2008 pese a una orden judicial de no continuar la convención, por lo que fue suspendida su vigencia el 5 de mayo de 2008 por el Superior Tribunal de Justicia de Corrientes. La convención de San Carlos finalizó su trabajo en 2012 sin sancionar una carta orgánica. Las cartas orgánicas de Palmar Grande y Ramada Paso no se pusieron en vigencia al no ser terminadas en 2012. Colonia Libertad tuvo convención constituyente en 2008 sin sancionar una carta orgánica, lo mismo que Pedro R. Fernández.

### Provincia de Entre Ríos
Requiere un mínimo de 10 000 habitantes estables para sancionar una carta orgánica.
- Municipios con carta orgánica: (0).

Veintiún municipios están en condiciones de redactar una carta orgánica.

### Provincia de Formosa
Requiere un mínimo de 30 000 habitantes y que el concejo deliberante haya aprobado un plan regular para sancionar una carta orgánica.
- Municipios con carta orgánica: (0)

2 municipios están en condiciones de redactar una carta orgánica.

### Provincia de Jujuy
Requiere un mínimo de 20 000 habitantes para sancionar una carta orgánica.
- Municipios con carta orgánica: (5)

Libertador General San Martín (1988), Palpalá (1988), Perico (1988), San Pedro de Jujuy (1988), San Salvador de Jujuy (1988).
Otro municipio está en condiciones de redactar una carta orgánica.

### Provincia de La Pampa
No habilita a sus municipios a la redacción de cartas orgánicas.

### Provincia de La Rioja
Establece que todos sus municipios deben tener una carta orgánica. La reforma de la constitución provincial en 1998 anuló las 18 cartas orgánicas existentes sancionadas entre 1987 y 1998 (municipios de: Arauco, Castro Barros, Chamical, Chilecito, Famatina, General Ángel Vicente Peñaloza, General Felipe Varela, General Belgrano, General Juan Facundo Quiroga, General Lamadrid, General Ocampo, General San Martín, Independencia, La Rioja, Rosario Vera Peñaloza, San Blas de los Sauces, Sanagasta y Vinchina), lo que se hizo efectivo al publicarse la ley Orgánica Municipal Transitoria n.º 6843 el 10 de enero de 2000.
- Municipios con carta orgánica: (0)

18 municipios están en condiciones de redactar una carta orgánica.

### Provincia de Mendoza
No habilita a sus municipios a la redacción de cartas orgánicas.

### Provincia de Misiones
Requiere un mínimo de 10 000 habitantes para sancionar una carta orgánica (municipio de primera categoría).
- Municipios con carta orgánica: (17)

25 de Mayo (2018), Apóstoles (2010), Aristóbulo del Valle (2013), Colonia Wanda (2018), Eldorado (1990), El Soberbio (1990), Leandro N. Alem (2001), Montecarlo (1994), Oberá (2013), Posadas (1988), Puerto Esperanza (2018), Puerto Iguazú (1994), Puerto Rico (2010), San Ignacio (2018), San Javier (2018), San Pedro (2018), San Vicente (2013).
Otros 9 municipios están en condiciones de redactar una carta orgánica.

### Provincia del Neuquén
Requiere un mínimo de 5000 habitantes para sancionar una carta orgánica (municipio de primera categoría).
- Municipios con carta orgánica: (12)

Centenario (1996), Chos Malal (1995), Cutral Có (1995), Junín de los Andes (1998), Ciudad de Neuquén (1995), Plaza Huincul (1988), Plottier (1995), Rincón de los Sauces (1998), San Martín de los Andes (1989), San Patricio del Chañar (2004), Villa la Angostura (2009), Zapala (1994).
Otro municipio está en condiciones de redactar una carta orgánica.

### Provincia de Río Negro
Requiere un mínimo de 2000 habitantes para crear un municipio, todos los cuales pueden sancionar una carta orgánica.
- Municipios con carta orgánica: (32)

Allen (1989), Campo Grande (1998), Catriel (1991), Cervantes (2004), Chichinales (1991), Chimpay (1994), Choele Choel (2010), Cinco Saltos (1991), Cipolletti (2001), Comallo (2002), Contralmirante Cordero (1996), Dina Huapi (2013), El Bolsón (2006), General Conesa (1990), General Fernández Oro (1997), General Roca (1988), Guardia Mitre (2018), Ingeniero Luis A. Huergo (1990), Ingeniero Jacobacci (1991), Lamarque (1992), Los Menucos (2018), Luis Beltrán (1991), Mainqué (1991), Maquinchao (1990), Ministro Ramos Mexía (2012), Río Colorado (1990), San Antonio Oeste (1989), San Carlos de Bariloche (1986), Sierra Grande (2006), Valcheta (1991), Viedma (1989), Villa Regina (1996).
Otros 7 municipios están en condiciones de redactar una carta orgánica.

### Provincia de Salta
Requiere un mínimo de 10 000 habitantes para sancionar una carta orgánica.
- Municipios con carta orgánica: (20)

Aguaray (2016), Cafayate (2008), Cerrillos (2008), Colonia Santa Rosa (2008), Embarcación (1993), General Güemes (1992), General Mosconi (1997), Hipólito Yrigoyen (1993), Joaquín V. González (1995), La Merced (2018), Pichanal (1995), Rosario de la Frontera (1990), Rosario de Lerma (1989), Salta (1988), Salvador Mazza (2018), San José de Metán (1989), San Lorenzo (2018), San Ramón de la Nueva Orán (1989), Santa Victoria Este (2018), Tartagal (1989).
Otros 5 municipios están en condiciones de redactar una carta orgánica.

### Provincia de San Juan
Requiere un mínimo de 30 000 habitantes para sancionar una carta orgánica (municipio de primera categoría).
- Municipios con carta orgánica: (7)

Capital (1992), Caucete (2007), Chimbas (1992), Pocito (1996), Rawson (2006), Rivadavia (1992), Santa Lucía (1992).

### Provincia de San Luis
Requiere un mínimo de 25 000 habitantes para sancionar una carta orgánica.
- Municipios con carta orgánica: (2)

San Luis (1990), Villa Mercedes (1990).

### Provincia de Santa Cruz
Requiere un mínimo de 1000 habitantes para crear un municipio, todos los cuales pueden sancionar una carta orgánica.
- Municipios con carta orgánica: (0)

15 municipios están en condiciones de redactar una carta orgánica.

### Provincia de Santa Fe
No habilita a sus municipios a la redacción de cartas orgánicas.
Rosario y Santa Fe sancionaron cartas orgánicas en 1932, pero en 1935 fueron derogadas junto con la constitución que las habilitaba. 

### Provincia de Santiago del Estero
Requiere un mínimo de 20 000 habitantes para sancionar una carta orgánica (municipio de primera categoría)
- Municipios con carta orgánica: (5)

Añatuya (2007), Frías (1998), La Banda (2006), Santiago del Estero (1961), Termas de Río Hondo (1992).

### Provincia de Tierra del Fuego, Antártida e Islas del Atlántico Sur
Requiere un mínimo de 10 000 habitantes estables para sancionar una carta orgánica.
- Municipios con carta orgánica: (2)

Río Grande (2006), Ushuaia (2002).

### Provincia de Tucumán
Requiere un mínimo de 5000 habitantes estables en no más de 250 hectáreas y mínimo de 300 propiedades privadas para crear un municipio, todos los cuales pueden sancionar una carta orgánica (reforma constitucional de 2006).
- Municipios con carta orgánica: (0), la autonomía institucional no fue reglamentada por ley.[207]